# Яворський повіт
Яворський повіт (пол. powiat jaworski) — один з 26 земських повітів Нижньосілезького воєводства Польщі.
Утворений 1 січня 1999 року в результаті адміністративної реформи.

## Загальні дані
Повіт знаходиться у центральній частині воєводства.
Адміністративний центр — місто Явор.
Станом на 1.01.2008 населення становить 51 793 осіб, площа 581,55 км².

## Демографія
Демографічні дані повіту станом на 30.06.2005:
|       | Всього | Всього | Жінки  | Жінки | Чоловіки | Чоловіки |
| ----- | ------ | ------ | ------ | ----- | -------- | -------- |
|       | осіб   | %      | осіб   | %     | осіб     | %        |
| Повіт | 52 279 | 100    | 26 704 | 51,1  | 25 575   | 48,9     |
| Міста | 29 858 | 100    | 15 476 | 51,8  | 14 382   | 48,2     |
| Села  | 22 421 | 100    | 11 228 | 50,1  | 11 193   | 49,9     |